# Jurojin
Jurojin, även kallad Gama, är i japansk mytologi en av de sju lyckobringande gudarna, det långa livets gud.
Jurojin avbildas som en vitskäggig man som bär på visdomens skriftrulle.
De övriga gudarna i gruppen de sju lyckogudarna är Benten, Daikoku, Ebisu, Fukurokuju, Hotei och Bishamon